# Тодхантер, Амелия
Амелия Тодхантер (англ. Amelia Todhunter; род. 21 мая 1988 года, Олбери, штат Новый Южный Уэльс, Австралия) — австралийская профессиональная баскетболистка, которая выступала в женской национальной баскетбольной лиге. Играла на позиции разыгрывающего защитника. Чемпионка женской НБЛ (2011).

## Ранние годы
Амелия Тодхантер родилась 21 мая 1988 года в городе Олбери (штат Новый Южный Уэльс).